# اینونو
اینونو (به ترکی استانبولی: İnönü) یک منطقهٔ مسکونی در ترکیه است که در استان اسکی‌شهر واقع شده‌است. اینونو ۸۴۰ متر بالاتر از سطح دریا واقع شده‌است.